# Samurai Flamenco
Samurai Flamenco (jap. サムライフラメンコ, Samurai Furamenko) ist eine Anime-Fernsehserie des Studios Manglobe aus dem Jahr 2013. Die Comedy- und Actionserie handelt von Masayoshi Hazama und dessen Weg ein Superheld zu werden.

## Handlung
Der 20 Jahre alte Masayoshi Hazama (羽佐間 正義) könnte mit seinem Leben als aufstrebendes Model mit einer großzügigen, von seiner Agentur bezahlten Wohnung glücklich sein. Doch eigentlich will er ein Superheld werden, so wie die Helden in den von ihn seit seiner Kindheit geliebten Fernsehserien. Daher geht er nachts in einem Kostüm als „Samurai Flamenco“ auf Streife in seiner Nachbarschaft, um das Verbrechen zu bekämpfen. Dabei trifft er auf den Polizisten Hidenori Gotō (後藤 英徳), der gegenüber Masayoshis Treiben zunächst ratlos ist. Doch kann er ihn nicht abhalten und die beiden treffen immer wieder aufeinander – so sucht Masayoshi Hilfe oder verursacht Ärger, weswegen Gotō gerufen wird. Auch kann Masayoshi nicht kämpfen und wird bei einem Einsatz von Jugendlichen zusammengeschlagen. Als er jedoch einem gestohlenen Regenschirm nachjagt und den Dieb, dessen Schirm zuvor gestohlen wurde, zur Rede stellt, wird seine Predigt an den Dieb von Passanten aufgenommen und über das Internet verbreitet. Gotō erkennt nun langsam, wie leidenschaftlich und ernsthaft Masayoshi für Gerechtigkeit kämpfen will. Schnell wird Samurai Flamenco bekannt und jeder fragt sich, wer hinter der Maske steckt.
Da nun alle Welt nach seiner wahren Identität sucht, gerät Masayoshi in Bedrängnis. Denn seiner Modelkarriere könnten seine nächtlichen Ausflüge ein Ende bereiten. Da gibt sich Jōji Kaname (要 丈治), ein gealterter Actiondarsteller und Held aus Masayoshis Kindheit, als Samurai Flamenco aus. Daraufhin streiten sich beide, wer der wahre Held ist; schließlich nimmt Jōji Kaname Masayoshi als Schüler auf. Er trainiert ihn in Kampfkünsten und verspricht ihm Hilfe, ist in den wirklich gefährlichen Situationen dann aber nie zur Stelle. Mit Gotō dagegen freundet sich Masayoshi an und findet seine, wenn auch nicht uneingeschränkte, Unterstützung. Selbst Verabredungen mit seiner Freundin sagt Gotō immer wieder ab, wenn Masayoshi Hilfe braucht.
Auch mit der Arbeit als Model geht es für Masayoshi voran. Er bekommt sogar eine Rolle in einer Superheldenserie und trifft das Idoltrio Mineral Miracle Muse. Die forsche Mari Maya (真野 まり) ist von Superhelden heimlich genauso begeistert wie Masayoshi und tritt nun als Superheldin „Flamenco Girl“ in Aktion. Sie ärgert sich, dass Masayoshi ihrem Superheldendebüt zuvor kam, pflegt im Gegensatz zum zurückhaltenden Samurai Flamenco einen brutalen Umgang mit ihren Gegnern und drängt Masayoshi zunächst in die Rolle des Sidekicks. Doch übertreibt sie es bald mit ihrer Brutalität und wird auch von Gotō harsch dafür angefahren. In den Polizisten sofort verliebt, nimmt sie sich bald mehr zurück. Darüber hinaus kann sie ihre Idolkolleginnen Mizuki Misawa (三澤 瑞希) und Moe Morita (森田 萌) für das Superheldentum gewinnen. Gemeinsam bilden sie von da an die „Flamenco Girls“. Währenddessen erhält Samurai Flamenco von einem ihm wohlgesinnten erfindungsreichen Schreibwarenentwickler zu Waffen umfunktionierte Bürogeräte, sodass der Held nun nicht nur mit Kampfkünsten, sondern auch mit einer vielseitigen Ausstattung auf Streife gehen kann.
In der folgenden Zeit wird die Kriminalität durch den Erfolg der vier Superhelden und ihrer Freunde immer weiter zurückgedrängt. Die Polizei hat immer weniger zu tun und die Helden, vor allem Mari ist zunehmend gelangweilt. In dieser Zeit lernt Masayoshi, dass seine Eltern bei einem Raubmord ums Leben kamen. Er ist zunächst niedergeschlagen, schöpft schließlich aber neuen Mut und Motivation. Da taucht plötzlich ein Monster auf, das brutal gegen die Polizei kämpft und nur mit vereinten Kräften mit Samurai Flamenco besiegt werden kann. Es wurde gesandt von King Torture, einem neuen Superschurken. Der lässt immer neue Monster auftauchen, gegen die die Helden kämpfen müssen. Diese erschafft er aus Menschen, die von ihrem Leben enttäuscht sind und sich eine aufregende Veränderung wünschen. Doch die Kämpfe werden schnell Routine und die Gegner schwächer. Schließlich lockt Torture Mari in eine Falle und es kommt zum Kampf zwischen Samurai Flamenco und Torture. Er offenbart, dass er einst ähnlich von Superhelden fasziniert war wie Masayoshi. Doch die Schurken verehrt er noch mehr, da diese wahre Freiheit und Macht hätten, sodass er Flamencos Gegenspieler sein wollte. Doch der kann ihn mit der Hilfe Gotōs und der Flamenco Girls besiegen. Am Ende zeigt Masayoshi der Öffentlichkeit seine Identität mit Samurai Flamenco.
Kaum ist der Gegner besiegt, taucht in der Bucht von Tokio eine riesige Insel auf. Jōji Kaname holt Masayoshi in seine bisher vor ihm geheim gehaltene Basis und erzählt im von dem neuen Feind, gegen den er hier eine Organisation aufgebaut hat. Die außerirdische Organisation „From Beyond“ will die Menschheit angreifen und hat zu diesem Zweck auch King Torture die Fähigkeit verliehen, Monster zu erschaffen. Nun wird die Basis direkt angegriffen – von einem Kommandanten der From Beyond. Masayoshi soll als Teil eines neuen Teams gegen die Angreifer kämpfen: den Flamengers. Doch die müssen sich zunächst einigen, wer von ihnen der Anführer ist, da Kaname jeden von ihnen diese Position versprochen hat. Schließlich kommt es unter der Führung von Masayoshi zum Kampf gegen den ersten Kommandanten der From Beyond, den sie in ihrem kombinierten Kampfmecha „Flamen Robo“ gewinnen. Masayoshi wird als Anführer der Flamengers anerkannt und sie nehmen den weiteren Kampf gegen From Beyond auf.
Während die Gegner immer leichter zu besiegen sind und erneut Routine einkehrt, nimmt deren Zahl jedoch immer weiter zu. Kaname und die Flamengers befürchten einen Großangriff und warnen den Präsidenten. Der bereitet heimlich Evakuierungen vor, will aber noch nicht die Öffentlichkeit warnen. Masayoshi findet das falsch und bringt es auch nicht fertig, einige Menschen aus seinem Umfeld für die Evakuierung auszuwählen. Schließlich macht er die Warnung öffentlich und belastet das Verhältnis zwischen den Flamengers und zur Regierung. Als es dann bald zum Kampf gegen tausende Angreifer von From Beyond kommt, sind die Verteidiger zunächst überfordert. Doch Kaname kommt mir vielen Superhelden aus aller Welt zu Hilfe, sodass die Helden am Ende siegreich sind. Der letzte Angreifer trägt das Gesicht Masayoshis und tötet sich selbst.
Einige Zeit nach dem Angriff geht die Polizei plötzlich gegen die Superhelden vor. Ihnen wird vorgeworfen, alle Angriffe nur inszeniert zu haben, um selbst die Macht zu übernehmen. Die Flamengers und alle anderen Helden werden gefangen, nur Masayoshi, der als Anführer der Verschwörung gesucht wird, kann fliehen. Zunächst zweifelt er an seinem Heldentum und weiß nicht, wohin er gehen soll. Doch als ihm ein Obdachloser hilft, der einst von Masayoshi als Samurai Flamenco gerettet wurde, fasst er neuen Mut und bittet Gotō um Hilfe.

## Produktion und Veröffentlichung
Die Animeserie entstand 2013 bei Studio Manglobe unter der Regie von Takahiro Ōmori. Hauptautor war Hideyuki Kurata und das Charakterdesign wurde entworfen von Chinatsu Kurahana und Yoshimitsu Yamashita. Die künstlerische Leitung lag bei Hiroshi Katō und Hirotsugu Kakoi. Die verantwortlichen Produzenten waren Akitoshi Mori und Shuko Yokoyama.
Die Serie wurde vom 10. Oktober 2013 bis zum 27. März 2014 vom Sender Fuji TV ausgestrahlt. Eine deutsche Fassung erschien 2014 bei Peppermint Anime auf DVD und Blu-ray sowie online per Streaming Media. Auf Englisch wurde der Anime von Aniplus-Asia gezeigt und von Madman Entertainment auf DVD herausgebracht. Die Plattformen Aniplex Channel, Crunchyroll und Wakanim verbreiten die Serie per Streaming, letztere auch auf Französisch. Bei @Anime erschien diese Synchronfassung auf DVD.

### Synchronisation
| Rolle            | Japanische Stimme | Deutsche Stimme  |
| ---------------- | ----------------- | ---------------- |
| Masayoshi Hazama | Toshiki Masuda    | Patrick Mölleken |
| Hidenori Gotō    | Tomokazu Sugita   | Florian Hoffmann |
| Jōji Kaname      | Jūrōta Kosugi     | Renier Baaken    |
| Mari Maya        | Haruka Tomatsu    | Sophie Göbel     |
| Mizuki Misawa    | M.A.O             | Tanja Esche      |
| Moe Morita       | Erii Yamazaki     | Annette Potempa  |

### Musik
Die Musik der Serie wurde komponiert von agehasprings und Kenji Tamai. Für die Vorspanne verwendete man die Lieder Just one life von Spyair und Ai Ai Ai ni Utarete Bye Bye Bye von Flow. Die beiden Abspanne wurden unterlegt mit Date Time (デートTIME) und Flight 23:00, beide von Mineral Miracle Muse. Während der zehnten Folge kommen außerdem die Lieder Namida Boshi (涙星) von Haruka Tomatsu und Oretachi Flamenger! ~Samurai Sentai Flamenger no Theme~ von Toshiki Masuda, Showtaro Morikubo, Toshiyuki Toyonaga, KENN und Yukari Tamura vor.

## Manga
Ein von Seiko Takagi geschaffener Manga zur Fernsehserie erschien im Magazin G Fantasy von Square Enix von Oktober 2013 bis Juli 2014. Er wurde auch in zwei Sammelbänden veröffentlicht und enthält eine neue Geschichte, die auf der Welt der Fernsehserie aufbaut.

## Rezeption
Joseph Luster von Otaku USA zählt die Serie zu den besten Animes ihres Jahres. Zwar gebe es Höhen und Tiefen und die Umsetzung halte nicht immer mit der Qualität der Geschichte mit, aber insgesamt sei die Serie sehr solide umgesetzt. Samurai Flamenco zeige „sympathische Figuren“ in „witzigen, manchmal wahnwitzigen Abenteuern“, für „Comedy-, Power Rangers- und Hetai Kamen-Fans goldrichtig“, so die deutsche Zeitschrift AnimaniA. Spätere Episoden würden dann ernster.